# Echinochloa crus-pavonis
Echinochloa crus-pavonis là một loài thực vật có hoa trong họ Hòa thảo. Loài này được (Kunth) Schult. mô tả khoa học đầu tiên năm 1824.

## Hình ảnh

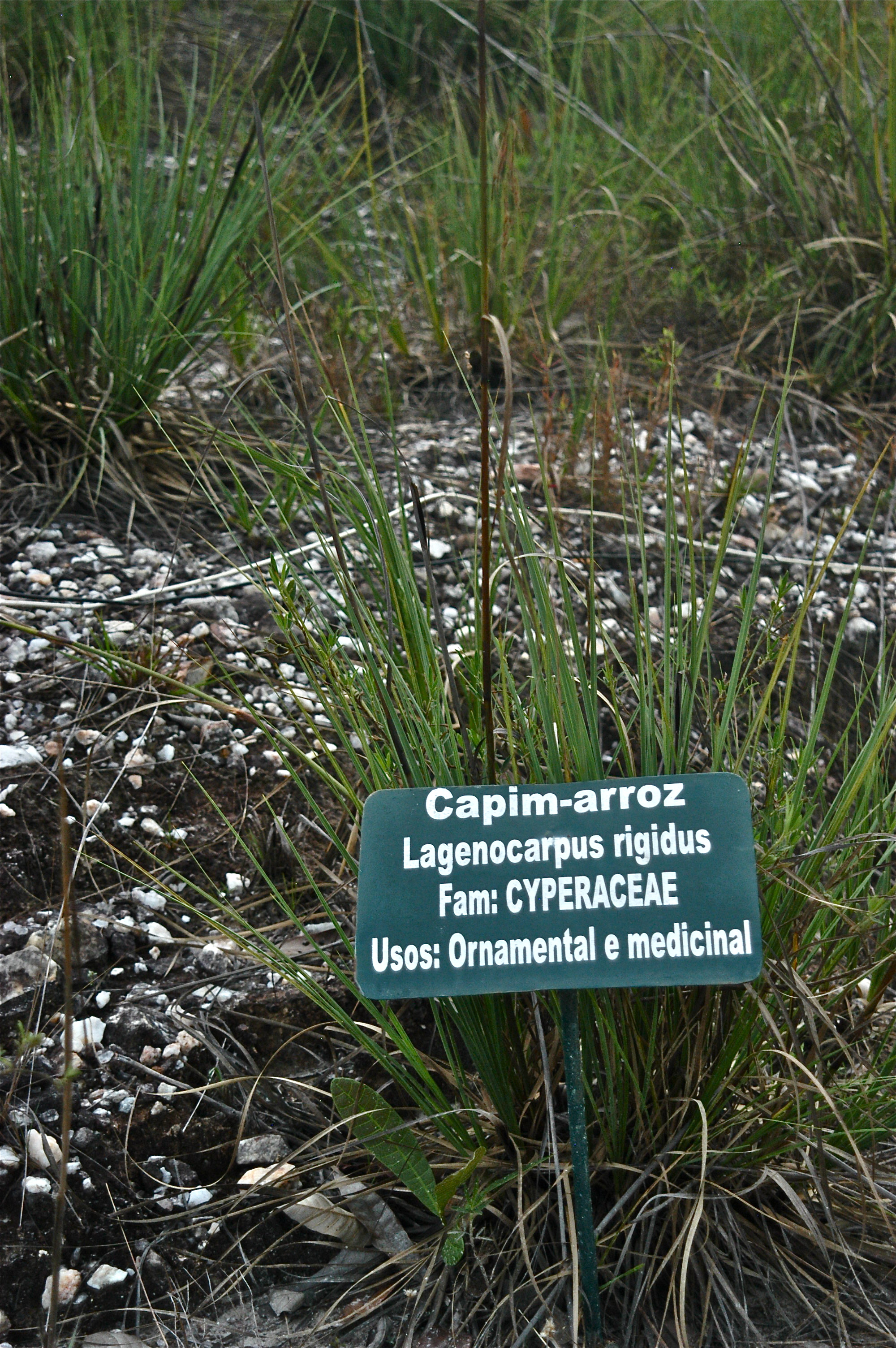